# Лепуштешть
Лепуштешть, Лепуштешті (рум. Lăpuștești) — село у повіті Клуж в Румунії. Входить до складу комуни Ришка.
Село розташоване на відстані 339 км на північний захід від Бухареста, 32 км на захід від Клуж-Напоки.

## Населення
За даними перепису населення 2002 року у селі проживали 105 осіб, усі — румуни. Усі жителі села рідною мовою назвали румунську.